# Pavel Mareček
Pavel Mareček (* 1969, Hradec Králové) je bývalý český hokejový obránce. Odchovanec týmu Stadion Hradec Králové.

## Hráčská kariéra
Na soupisku družstva dospělých se dostal v sezóně 1986/87 ještě jako dorostenec v 17 letech. Po odehrání další sezóny podepsal v roce 1988 přestupní lístky do vedlejších Pardubic. V průběhu základní vojenské služby v letech 1989/90 si zahrál za Duklu Jihlava. Po návratu z vojny odehrál dvě sezóny za Pardubice, aby se v roce 1993 vrátil zpět do Hradce Králové, který čerstvě postoupil mezi mjokejovou elitu. Po sestupu Hradce zpět do 1. ligy odchází do Ostravy, kde za HC Vítkovice odehraje mezi léty 1994-1996 dvě sezóny. Poté putuje do Opavy, kde posiluje místní hokejový tým, který na jaře 1996 postoupil do extraligy. V týmu setrval až do prodeje extraligové licence z Opavy do Havířova v roce 1999. Z Opavy zamířil do Polska, kde až do roku 2003 hrál nejvyšší soutěž v týmu HC GKS Katowice, se kterými získal v letech 2001, 2002 a 2003 stříbrné medaile. Kariéru v profesionálním hokeji se vrátil ukončit zpět do Hradce Králové, za který odehrál prvoligovou sezónu 2003/04.